# 山下宏幸
山下宏幸（日语：山下宏幸）是日本的男性動畫師。他出身于動畫國際公司，随后加入Studio Pierrot，近年來開始不記名在STAFF內。

## 参加作品

### 动画
- モンキーターンV（日语：モンキーターン (漫画)）（2004年）动画
- 曙光少女（2005年）原画
- 南瓜剪刀（2006年）原画、动画检查
- 火影忍者疾風傳（2007年-2017年）分镜、演出、作画監督、原画、第2原画
- 信蜂（2010年-2011年）原画
- 李洛克的青春全力忍傳（2012年-2013年） 原画
- 博人传-火影次世代-（2017年）監督、分镜、演出[1]
- BLEACH 千年血戰篇（2022年）總作畫監督、作畫監督、原畫

### 剧场版
- 火影忍者劇場版：最終章（2014年） 作画監督、原画
- 火影忍者剧场版：博人传（2015年）監督、分镜、演出[2]

### OVA
- パンチラティーチャー（日语：パンチラティーチャー）（2004年-2005年）动画